# Communauté de communes du Pays de Cunlhat
Die Communauté de communes du Pays de Cunlhat ist ein ehemaliger französischer Gemeindeverband mit der Rechtsform einer Communauté de communes im Département Puy-de-Dôme in der Region Auvergne-Rhône-Alpes. Sie wurde am 19. Mai 1994 gegründet und umfasste sieben Gemeinden. Der Verwaltungssitz befand sich im Ort Cunlhat.

## Historische Entwicklung
Mit Wirkung vom 1. Januar 2017 fusionierte der Gemeindeverband mit  
- Communauté de communes de Livradois Porte d’Auvergne,
- Communauté de communes du Pays d’Ambert,
- Communauté de communes du Pays d’Arlanc,
- Communauté de communes du Haut Livradois,
- Communauté de communes du Pays d’Olliergues sowie
- Communauté de communes de la Vallée de l’Ance

und bildete so die Nachfolgeorganisation Communauté de communes Ambert Livradois Forez.

## Ehemalige Mitgliedsgemeinden
1. Auzelles
2. Brousse
3. Ceilloux
4. La Chapelle-Agnon
5. Cunlhat
6. Domaize
7. Tours-sur-Meymont